# Tritoniidae
Ne doit pas être confondu avec Ranellidae.
Tritonioidea
Super-famille
Famille
Synonymes
- voir paragraphe #Synonymes

Les Tritoniidae forment une famille de mollusques de l'ordre des nudibranches.

## Synonymes
- Aranucidae Odhner, 1936[1]
- Duvauceliidae Iredale & O'Donoghue, 1923[1]

### Ne pas confondre avec Ranellidae
- Tritonidae H. Adams & A. Adams, 1853 est une famille non acceptée et mise en synonyme de Ranellidae Gray, 1854.

## Liste des genres
Selon World Register of Marine Species, prenant pour base la taxinomie de Bouchet & Rocroi (2005), on compte neuf genres :
- genre Duvaucelia Risso, 1826
- genre Marianina Pruvot-Fol, 1931
- genre Marionia Vayssière, 1877
- genre Paratritonia Baba, 1949
- genre Tochuina Odhner, 1963
- genre Tritonia Cuvier, 1798
- genre Tritonicula Korshunova & Martynov, 2020
- genre Tritonidoxa Bergh, 1908
- genre Tritoniella Eliot, 1907
- genre Tritoniopsis Eliot, 1905

## Galerie

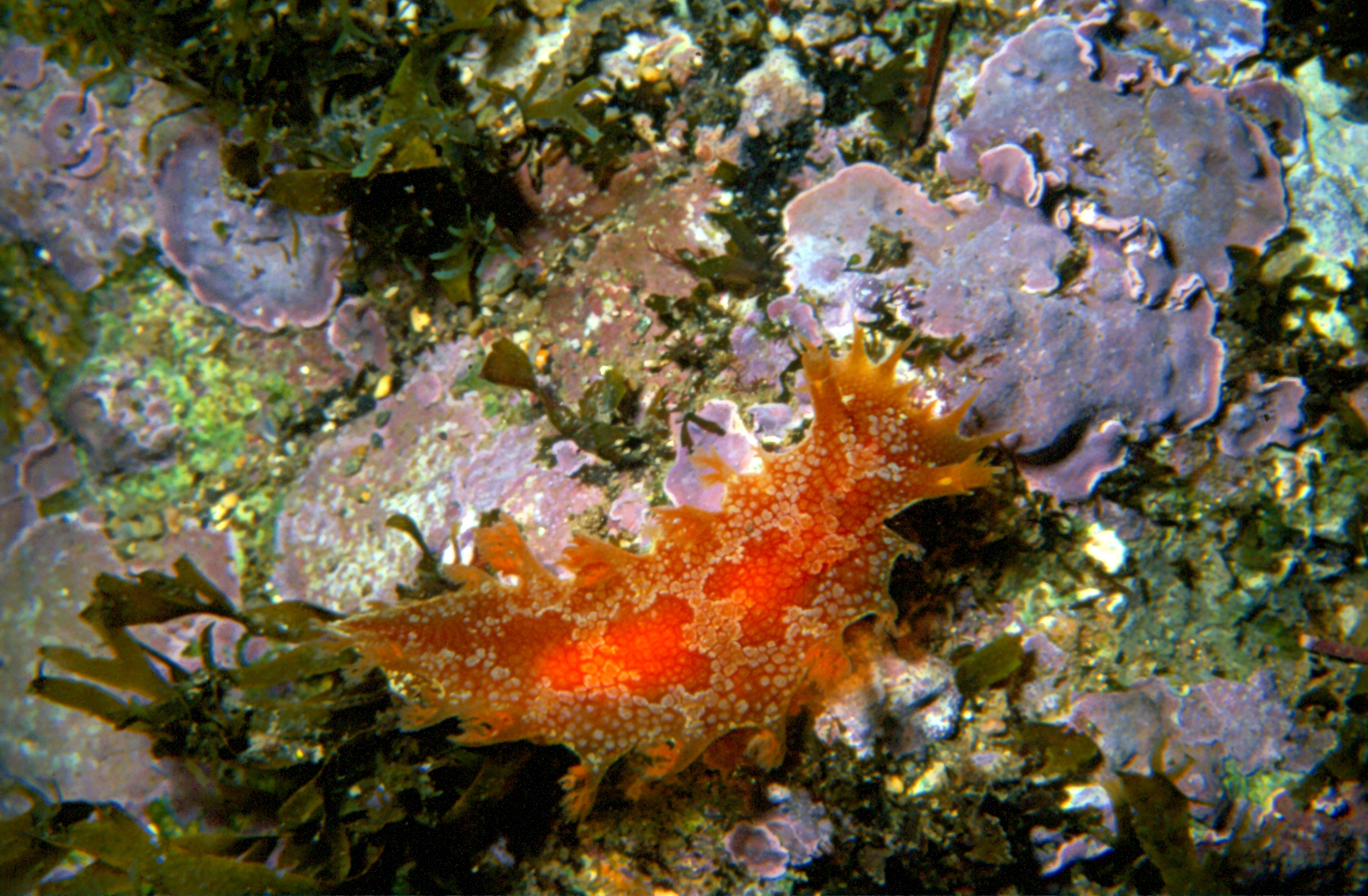
Marionia blainvillea
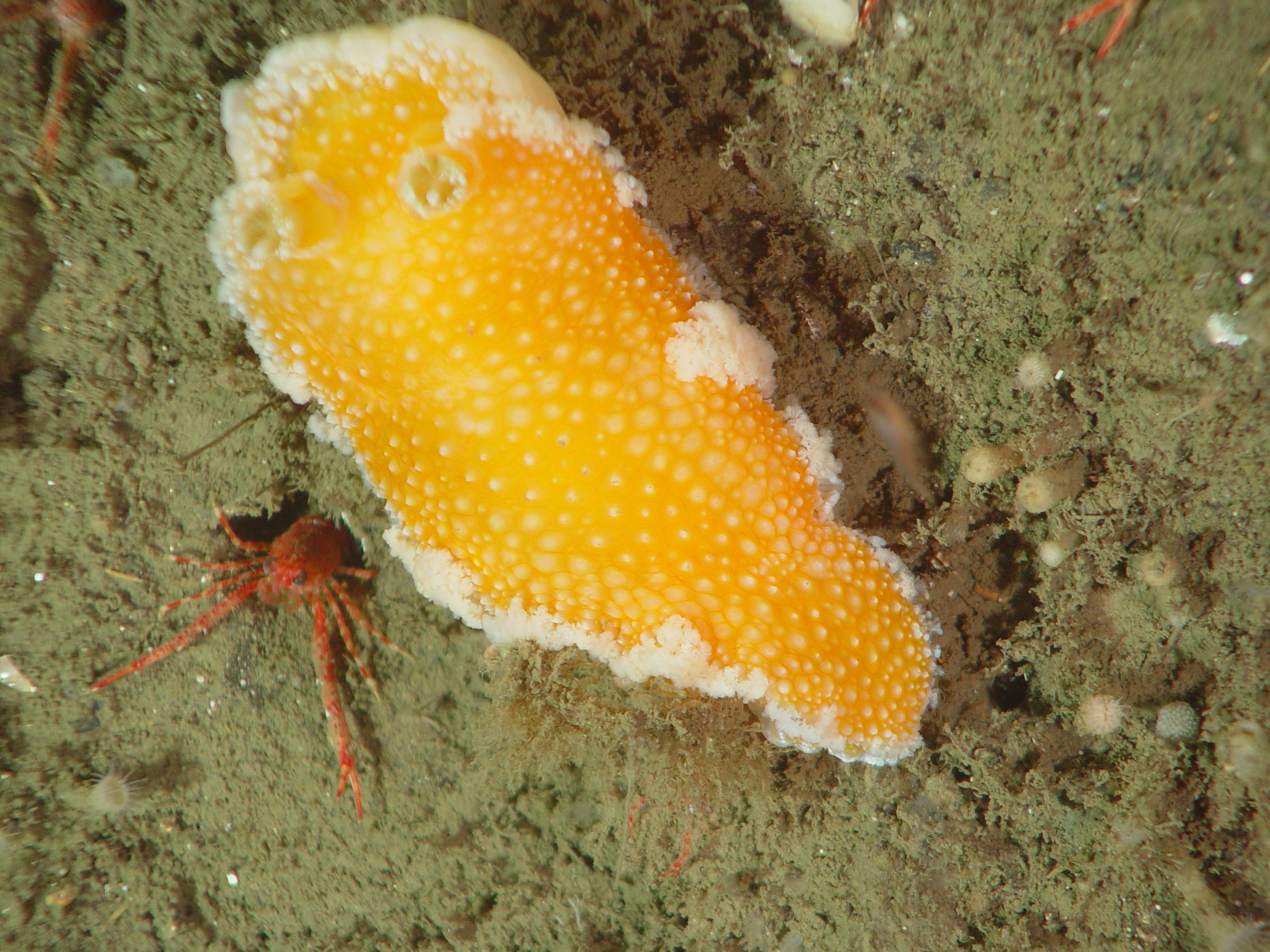
Tochuina tetraquetra
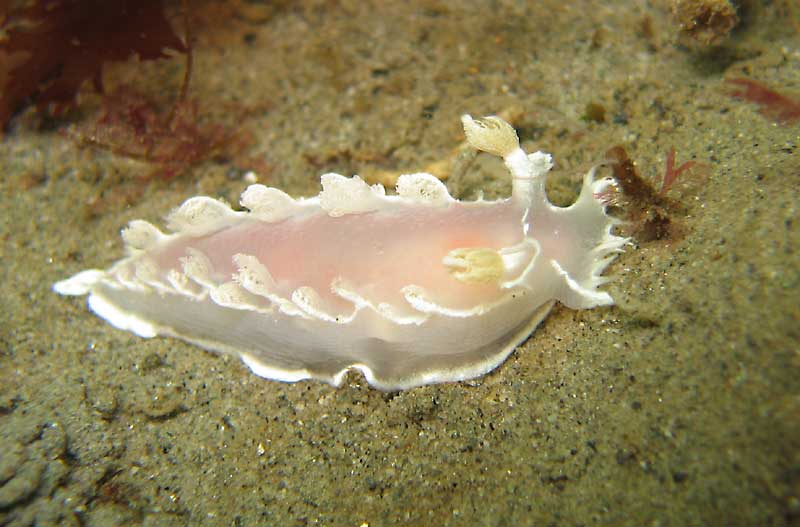
Tritonia festiva
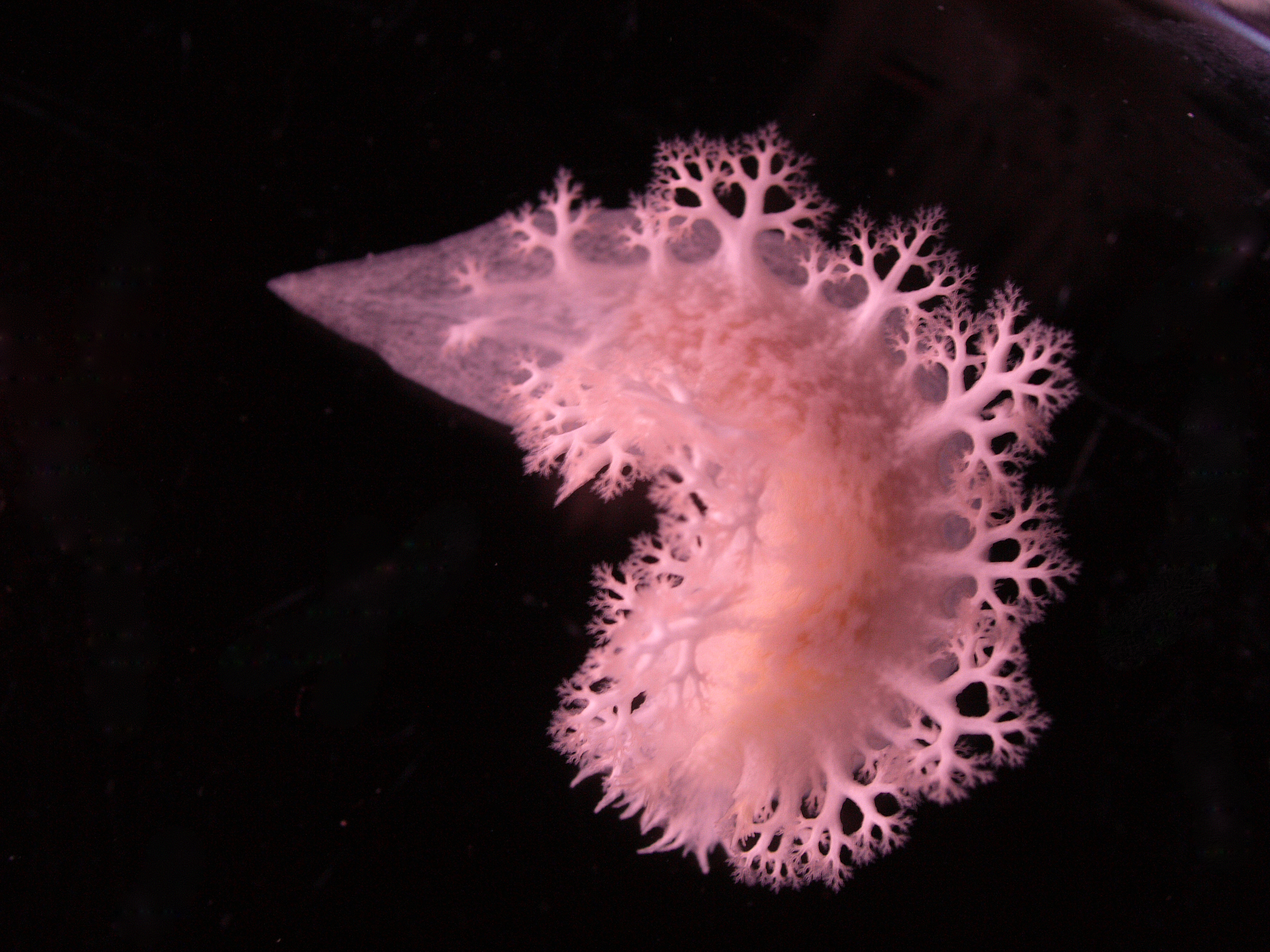
Tritoniopsis elegans